# Земская почта Пермского уезда
Земская почта Пермского уезда Пермской губернии существовала с 1871 года.

## История почты
Петрозаводская уездная земская почта была открыта 01 января 1871 года. Пересылка почтовых отправлений осуществлялась из уездного центра (города Перми) по Сибирскому, Казанскому, Соликамскому и Чусовскому трактам в большинство волостных правлений уезда.
Оплата доставки частных почтовых отправлений с 01 января 1872 года производилась земскими почтовыми марками. 01 января 1873 года эти марки были отменены.
01 января 1892 года уездные земские почтовые марки были вновь введены, но только для заказных почтовых отправлений.

## Выпуски марок
Используемые для оплаты пересылки заказных писем марки имели номинал 5 копеек. На них был изображён герб Перми и была надпись «заказное письмо». В связи с понижением с 1897 года платы за заказные почтовые отправления были выпущены марки номиналом 2 копейки.
Известны случаи оплаты пересылаемых писем в 1897—1899 годах разрезанными пополам марками номиналом 5 копеек.

## Гашение марок
Гашение марок осуществлялось чернилами (перечеркиванием) и штемпелями круглой формы.